# Mihaela Steff
Mihaela Steff est une pongiste roumaine née le 8 novembre 1978. Vainqueur de l'Open de France de tennis de table en 2000 en simple femme et en double, cette joueuse attaquante pure a comme principale arme un coup droit surpuissant. À 30 ans cette gauchère retombée à la 35e place mondiale tente encore de rivaliser avec les meilleures joueuses du moment. 
Lors des Jeux olympiques d'été de 2000 à Sydney, elle parvient jusqu'en 1/4 en simple comme en double éliminant par la même occasion la seule représentante française en la personne d'Anne Boileau.
Ses seules victoires sur le plan international sont celles qu'elle a acquise lors de l'open de France en 2000. 
D'un point de vue européen, elle a été finaliste des championnats d'Europe en 2005 à Aarhus et a gagné le titre en double. Elle avait auparavant déjà été championne d'Europe en double en 2003 à Courmayeur et en 2002 à Zagreb, associée à Tamara Boros.